# Tomáš Rada
Tomáš Rada (Praga, 28 settembre 1983) è un calciatore ceco, difensore del Meteor Praga VIII.

## Carriera

### Club

#### Viktoria Plzeň
Fa il suo primo gol con il Viktoria Plzeň il 21 novembre 2009 nella vittoria per 3-2 contro il Bohemians Praga segnando il gol partita all'88'.
Segna l'ultimo gol con il Viktoria il 23 ottobre 2010 nella sconfitta fuori casa per 4-3 contro il Mladá Boleslav.

#### Sivasspor
Debutta con il Sivasspor il 23 gennaio 2011 nella sconfitta fuori casa per 1-0 contro il Galatasaray.

## Palmarès

### Club

#### Competizioni giovanili
- Campionato ceco: 1

Sparta Praga: 2004-2005
- Coppa della Repubblica Ceca: 1

Viktoria Plzeň: 2009-2010